# Flughafen Barranquilla

i7
i11
i13
Der Flughafen Barranquilla (spanisch Aeropuerto Internacional Ernesto Cortissoz, IATA-Code: BAQ, ICAO-Code: SKBQ) ist ein internationaler Verkehrsflughafen im Municipio Soledad, südlich der kolumbianischen Küstenstadt Barranquilla im Departamento del Atlántico. Er besteht aus einem internationalen und einem nationalen Terminal sowie einer asphaltierten Start- und Landebahn. Die Anfänge datieren von 1936; das heutige Terminal wurde 1979 eröffnet und 2020 renoviert und erweitert. Hier ist auch der Unternehmenssitz der kolumbianischen Fluggesellschaft Avianca, jedoch werden die Geschäfte in der Hauptstadt geleitet. Der Flughafen ist das wichtigste Luftfracht- und Luftfahrt-Drehkreuz im Norden Kolumbiens.

## Geschichte
Der Flughafen Barranquilla ist nach Ernesto Cortissoz, einem Visionär und sephardischen Juden, der in Barranquilla 1884 geboren wurde, benannt. Am 5. Dezember 1919 gründete er das Unternehmen SCADTA – Sociedad Colombo-Alemana de Transportes Aéreos („Deutsch-Kolumbianische Luftverkehrsgesellschaft“) – mit drei Partnern aus Deutschland und fünf aus Kolumbien. Die SCADTA startete mit einem Kapital von 100 Pesos Gold und zwei Junkers F 13 Wasserflugzeugen, den ersten Ganzmetallflugzeugen der zivilen Luftfahrt.
Der Flughafen ist unter anderem für die Muster Boeing 747, Boeing 767 und Airbus A340 ausgelegt und wird hauptsächlich für inneramerikanischen Flugverkehr genutzt.
Ab 2015 wurde der Flughafen grundlegend modernisiert, unter anderem wurden das Terminal umgebaut, die Flughafenbeleuchtung und -elektrik erneuert, die Feuerwehr modernisiert und die Sicherheit verbessert.

## Zwischenfälle
- Am 22. März 1949 geriet eine Curtiss C-46A-55-CK Commando der kolumbianischen Linea Aérea Transatlantica Colombia (LATCO) (Luftfahrzeugkennzeichen HK-63) auf dem Flughafen Barranquilla in Brand und wurde zerstört. Zwei Bodenmitarbeiter wurden verletzt.[4]

- Am 29. Dezember 1954 brach an einer Curtiss C-46 Commando der kolumbianischen Líneas Aéreas del Caribe (LIDCA) (HK-459) kurz nach dem Start vom Flughafen Barranquilla ein Brand im Triebwerk Nr. 2 (rechts) aus. Das Flugzeug schlug auf dem Boden auf und wurde irreparabel beschädigt. Alle vier Insassen, die einzigen Insassen auf dem Frachtflug, überlebten den Unfall.[5]

- Am 26. Juni 1958 führten Triebwerksprobleme an einer Curtiss C-46A-45-CU Commando der kolumbianischen Lloyd Aéreo Colombiano (HK-391) dazu, dass die Piloten nach dem Start vom Flughafen Barranquilla 22 Kilometer nordwestlich davon an der Meeresküste bei Puerto Colombia (Atlántico) notlanden mussten. Die Maschine war auf dem Weg nach Miami (Florida, USA) und wurde irreparabel beschädigt. Alle 23 Insassen, drei Besatzungsmitglieder und 20 Passagiere, überlebten den Unfall.[6]

- Am 9. November 1964 verunglückte eine Curtiss C-46D-5-CU Commando der Aerocondor Colombia (HK-400) beim Start zu einem Frachtflug vom Flughafen Barranquilla und fing Feuer. Es gab keine Todesfälle.[7]

- Am 5. Dezember 1972 wurde mit einer Curtiss C-46A-35-CU Commando der venezolanischen Latin Carga (YV-C-TGE) bei Galapa, 10 Kilometer vom Ziel, dem Flughafen Barranquilla, entfernt, eine Notlandung in Bäumen durchgeführt. Alle drei Besatzungsmitglieder, die einzigen Insassen auf dem Frachtflug, überlebten den Unfall unverletzt. Das Flugzeug wurde zerstört.[8]

- Am 22. April 1976 verunglückte eine Boeing 720-022 der US-amerikanischen Fluggesellschaft US Global of Florida (N37777) im Anflug auf den Flughafen Barranquilla. Die Maschine schlug vor der Landebahn im Gelände auf. Alle vier Besatzungsmitglieder, die einzigen Insassen auf dem Frachtflug, überlebten den Unfall.[9]

- Am 29. Mai 1982 kollidierte eine Embraer EMB 110 Bandeirante (Luftfahrzeugkennzeichen HK-2743) der Regionalfluggesellschaft TAVINA zwei Minuten nach dem Start mit einem T-33-Trainingsflugzeug der kolumbianischen Luftwaffe in einer Höhe von 1500 Fuß. Die Bandeirante befand sich auf einem Flug nach Corozal. An ihr wurde das Querruder beschädigt. Den Piloten gelang eine Notwasserung auf der Laguna de Malambo. Keiner der sieben Insassen wurde verletzt. Das Luftwaffenflugzeug landete am Flughafen von Barranquilla. Dieser Vorfall löste eine große Kontroverse aus, da zwischen der Kontrollzentrale von Barranquilla und den Einrichtungen des Luftwaffenstützpunkts am selben Flughafen keine Kommunikation stattfand.[10][11]

- Am 13. März 1984 musste eine privat betriebene, kolumbianische Curtiss C-46A-60-CK Commando (HK-1322P) wegen Steuerungsproblemen zum Ausgangspunkt, dem Flughafen Barranquilla, zurückkehren. Nach dem Aufsetzen rollte das Flugzeug 100 Meter weit, hob dann wieder ab und stieg auf 20 Meter, wo es zu einem Strömungsabriss und folgendem Absturz kam. Die Besatzung bestand aus vier ehemaligen Piloten der kolumbianischen Luftwaffe, die keinen Flugplan aufgegeben hatten. Im Wrack wurden etliche Schusswaffen gefunden, ebenso 50 Plastiktonnen, die bei der Produktion von Drogen benutzt wurden. Von den 6 Insassen wurden 4 getötet, 3 Besatzungsmitglieder und ein Passagier.[12]

- Am 18. September 1984 wurde eine Douglas DC-8-54F der kolumbianischen LAC Líneas Aéreas del Caribe (HK-2380) auf der nassen Landebahn am Flughafen Barranquilla zu spät aufgesetzt. Beim Versuch, ein Überrollen des Landebahnendes durch Einbiegen in einen Rollweg mit hoher Geschwindigkeit zu verhindern, wurde das Flugzeug irreparabel beschädigt. Alle fünf  Insassen des Frachtfluges überlebten den Totalschaden.[13]

- Am 6. Juli 1988 explodierte an einer Canadair CL-44J der kolumbianischen Líneas Aéreas Suramericanas (HK-3148X) das Triebwerk Nr. 4 (rechts außen) nach dem Start vom Flughafen Barranquilla. Bei der Rückkehr für eine Notlandung soll die rechte Tragfläche gebrannt haben. Im Endanflug auf die Landebahn 04 ging die Kontrolle über das Flugzeug verloren und es kam zum Absturz. Von den acht Besatzungsmitgliedern, den einzigen Insassen auf dem Frachtflug, kamen 3 ums Leben.[14]

- Am 26. April 1989 ereignete sich der Absturz einer Sud Aviation Caravelle 11R der Aerosucre (HK-3325X). Die Maschine stürzte kurz nach dem Start in Barranquilla, Kolumbien in bewohntes Gebiet. Es kamen alle fünf Insassen (drei Besatzungsmitglieder, zwei Passagiere) sowie zwei Personen am Boden ums Leben. Ursache war das Verrutschen schlecht gesicherter Ladung beim Start, die den Schwerpunkt des Flugzeuges so weit verlagerte, dass ein Strömungsabriss die Folge war (siehe auch Flugunfall der Aerosucre bei Barranquilla 1989).

- Am 20. Juni 1991 wurde eine Douglas DC-6BF der kolumbianischen Aerosucre (HK-3511X) beim zweiten Anflug auf den Flughafen Barranquilla im Nebel 1,5 Kilometer vor der Landebahn in Bäume geflogen und stürzte ab. Die aus Bogota kommende reine Frachtmaschine hatte auch 17 Passagiere an Bord, was natürlich verboten war. Bei diesem CFIT (Controlled flight into terrain) wurden von diesen 2 getötet; die anderen sowie die dreiköpfige Besatzung überlebten.[15]